# Kościół św. Katarzyny Aleksandryjskiej w Starym Wielisławiu
Kościół św. Katarzyny Aleksandryjskiej w Starym Wielisławiu – zabytkowy kościół we wsi Stary Wielisław.
Kościół parafialny wybudowany w XIV-XVIII w.